# 로저 카사마조

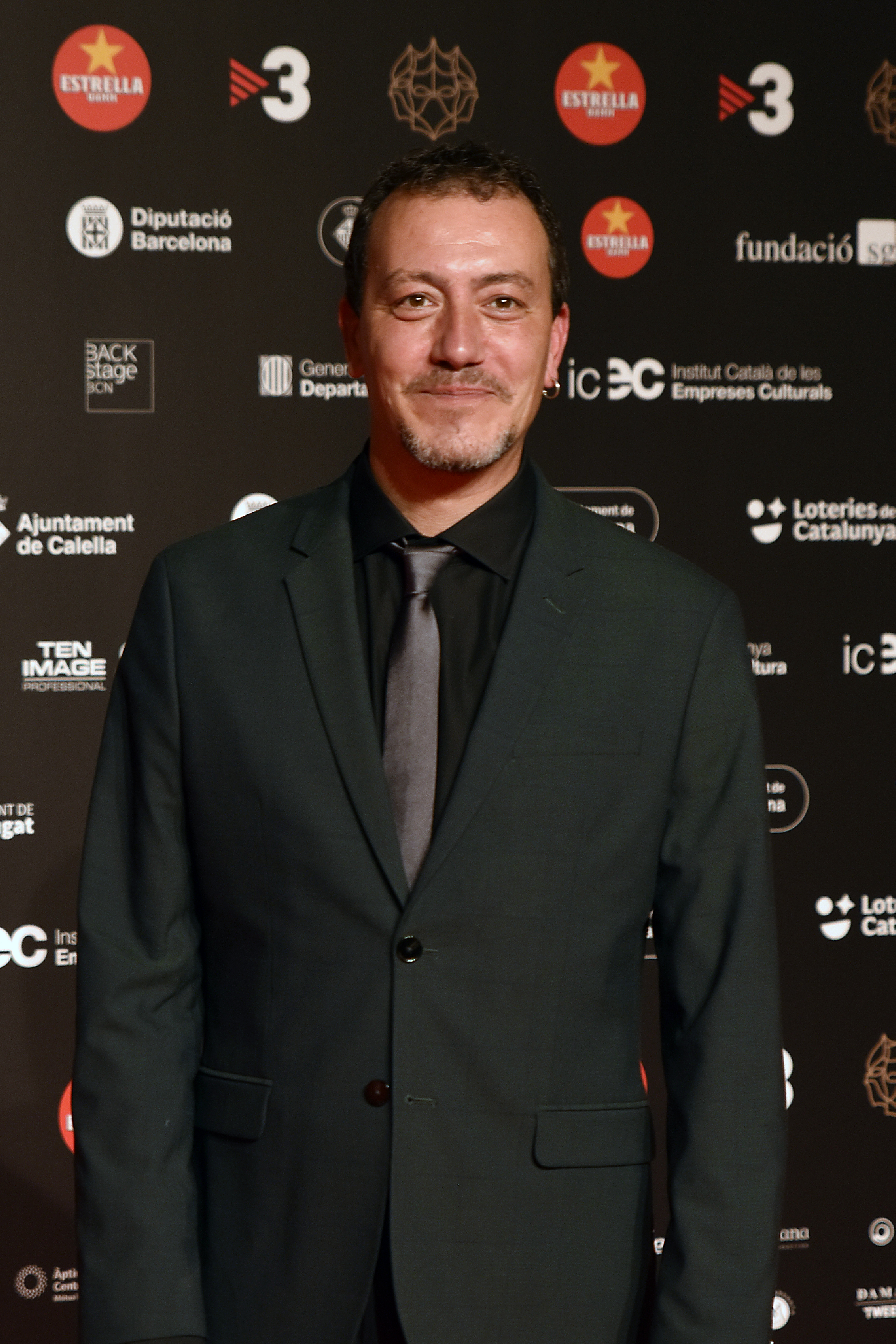

로저 카사마조(Roger Casamajor, 카탈루냐어 발음: [ruˈʒe ˌkazəməˈʒo], 1976년 12월 17일 ~ )는 스페인의 배우, 텔레비전 배우이다.
위르젤에서 태어났다.

## 영화
- 더 초즌 (2016년)
- 블랙 브레드 (2010년)
- 앙리 4세 (2010년)
- 판의 미로 - 오필리아와 세 개의 열쇠 (2006년) - 페드로 역
- 그들만의 러브 매치 (2004년)
- 비상전투구역 (2002년)